# Цесарка чубата
Цесарка чубата Guttera pucherani — вид птахів родини Цесаркові (Numididae). Мешкає в лісах Африки на південь від Сахари.
Забарвлення чубатої цесарки чорне з дрібними білими плямами. На голові добре помітний чорний «чубчик». Гола голова і шия сині, області навколо очей червоні. У довжину досягають 45-56 см, вага до 1,5 кг.
Населяють узлісся вторинних і галерейних лісів Африки на південь від Сахари. Живляться рослинною і тваринною їжею на землі, переміщаючись групами. Гніздяться на землі.

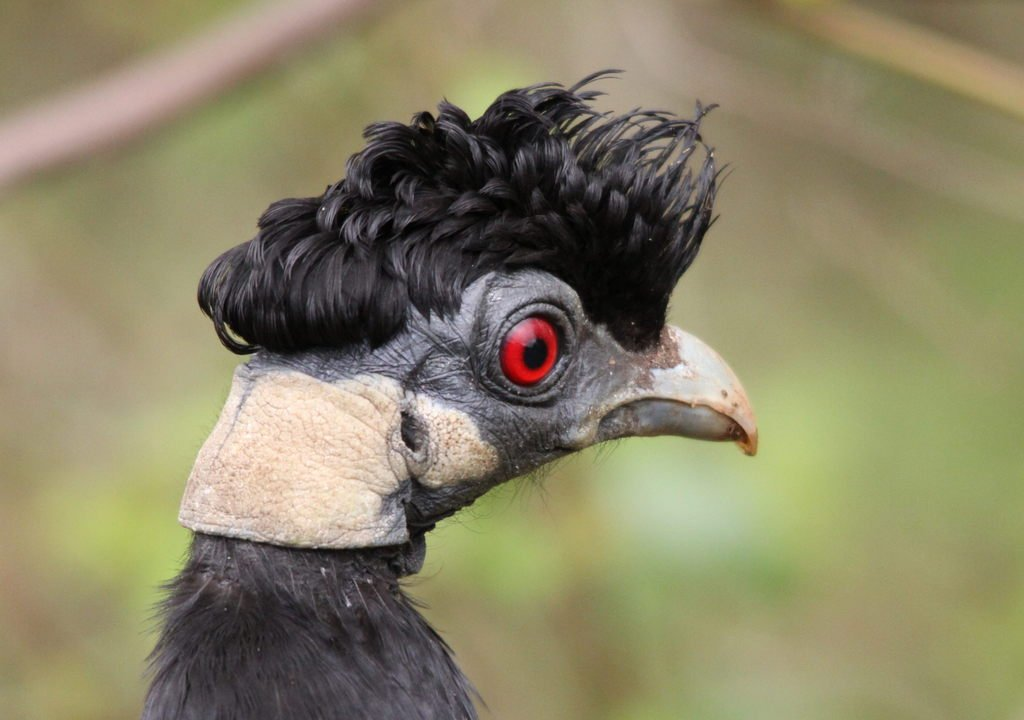

## Підвиди
- G. p. barbata (Ghigi, 1905) — південна Танзанія, Мозамбік і Малаві
- G. p. edouardi (Hartlaub, 1867) — схід Замбії, Мозамбік і Південна Африка
- G. p. pucherani (Hartlaub, 1861) — Сомалі, Танзанія, острови Занзібар і Тумбату
- G. p. sclateri (Reichenow, 1898) — північний Камерун
- G. p. verreauxi (Elliot, 1870) — від Гвінея-Бісау до західної Кенії, Анголи, і Замбії.